# Otto Willmann
Gustav Philipp Otto Willmann (Lissa, 1839. április 24. – Litoměřice, 1920. július 1.) osztrák filozófus és pedagógus, egyetemi tanár. A társadalmi és történelmi szempont következetes érvényesítésével alkotta meg a keresztény neveléstudomány rendszerét.

## Élete
Szülővárosában, a Comenius Gimnáziumban tanult. Az egyetemen Breslauban (1857–1859) és Berlinben (1859–1963) matematikával, filológiával, filozófiával és pszicholingvisztikával foglalkozott. Tagja volt a Breslaui Testvériség diákszervezetnek (Breslauer Burschenschaft der Raczeks). Berlinben Franz Brentano és Adolf Trendelenburg  is tanára volt. 1863-ban tanári képesítővizsgázott: a latin-görög nyelv és a német irodalom tanára lett. Lipcsében pedagógiával foglalkozott. 1863. októberétől 1868-ig Tuiskon Ziller lipcsei gyakorlóiskolájában és pedagógiai szemináriumában dolgozott. 1868-ban a bécsi Pädagogium gyakorlóiskolájának igazgatója volt, 1876-tól 1903-ig a prágai Károly Egyetemen a filozófia–pedagógia rendes tanáraként oktatott és az egyetemen pedagógiai szemináriumot vezetett. 1903-ban, nyugdíjaztatása után, Salzburgban telepedett le, ahol filozófiai–pedagógiai kurzusokat tartott. A katolikus pedagógia kérdéseivel foglalkozott. 1910-ben a csehországi Litoměřice-be költözött. Ott is – haláláig – pedagógiai közéletben teltek napjai.

## Filozófiája, pedagógiája
Filozófiájában az ortodox neotomizmus és az általa neo-idealizmusnak nevezett arisztotelizmus képviselője. Filozófiatörténeti és szisztematikus filozófiai írásaiban az antik, a középkori és a modern keresztény (felvilágosult keresztény) bölcselet folytonosságát és harmóniáját igyekezett igazolni. E gondolatrendszerek közös értékének azt a tiszta idealizmust (realizmust) tekintette, amely szerinte a legmaradéktalanabbul Arisztotelész és Aquinói Tamás rendszerében valósult meg. A keresztény filozófiával ellentétes törekvések közül igen élesen utasította el a materialista monizmus különféle formáit, a leghatározottabban pedig Kant kritikai módszerét.

Neveléstudományi munkáiban kezdetben a Herbart-Ziller-féle iskolát követte, szemléletébe azonban csakhamar a szociális és a történeti szempontot is bevonta. Pedagógiájának lényege, az objektív művelődési javakról (Bildungsgüter, Güterbegriff)  szóló tan, amit a Didaktik als Bildungslehre (Didaktika mint művelődéstan) című művében fejtett ki, és az lett tantervelméletének is az alapja. Az oktatást nemcsak az egyénre vonatkoztatottan tekintette nevelő hatásúnak, mint Herbart tette, hanem azt, mint az egyén által megszerzett társas, közösségi művelődés-javak megőrzésére és továbbfejlesztésére szolgáló tevékenységet fogta fel. Hiszen a nevelés minden egyes nemzedéket képessé kíván tenni arra, hogy az elődeitől kapott műveltséget legalábbis fenntartsa, és lehetőleg gyarapítsa. Szerinte nincs egyéni műveltség, mert az egyénnek a művelődése – azon megszámlálhatatlan köteléknél fogva, melyek az egyént a társas közösséghez fűzik – egyszersmind kollektív munka is. S a nevelésnek ez a sajátossága nemcsak társadalmi, hanem történelmi egyben, amennyiben a társadalmon nemcsak a jelenleg élő nagy emberi közösséget kell érteni, hanem valamennyi eddig elmúlt nemzedéket, melyek a kultúra létrejöttén fáradoztak. 

  „A művelődés munkája egyszerre egyéni és szociális munka. Amilyen bizonyos az, hogy a műveltség, melyet valamely egyén szerzett, az ő sajátja, oly kevéssé lehet ez a műveltség az ő elkülönült birtoka, hanem oly birtok, melyet a birtokos másokkal oszt meg, ha ugyan velők együtt nem szerezte meg.”
Ezt a jelentős gondolatot dolgozta ki alapművében; ez vonul végig a könyv minden szakaszán. – Igyekezett összhangba hozni az egyén és a közösség közt fennálló feszültséget és ezzel áthidalni az individuál- és szociálpedagógia ellentétét. Véleménye szerint nincs társadalmi egyenlőség és így nem lehet mindenki részese a kultúrjavak összességének.  Az 
kultúrjavakat – a készségek kiművelése, vagy az ismeretek elsajátítása alapján – három csoportba sorolta:

a) a műveltség alapvető elemei (die fundamentale Elemente der Bildung – görög és latin nyelv, matematika, vallástan, filozófia);
b) az akcesszórikus elemek (die accessorischen Elemente der Bildung – történelem, földrajz, természettan, kémia);
c) készségek (Fertigkeiten – ének, zene, rajz, kézimunka, torna).
A kultúrjavak struktúrájának, jelentőségének megfelelően, a tantárgyak sajátos logikája hangsúlyozásával, a tantárgyakra objektív didaktikai normákat állított fel. Úgy is rendezte azokat, mint amik elsajátítása/elsajátíttatása
a) kötelességszerű;
b) emberhez méltó;
c) hasznos.
A művelődési javak felépítettségének elméletéhez kapcsolódott azon nézete, hogy a vallásban rejlenek az erkölcsiség gyökerei és mindkettőben (vallásban és erkölcsben) a kultúráé. Az evangéliumi elveket és a keresztény erkölcs rendszerét tekintette a nevelési folyamat elvi alapjának is. Ilyen indokkal kívánta a közoktatásban a felekezeti iskolák megtartását.
Nem szabad, hogy a modern állam sokszoros érdemei a művelődés körül annak túlbecsülésére vezessenek. Az iskolák nem az állam intézményei és a művelődés munkáját nem az állam indította útjára; amazokat és emezt már készen találta. Az állam nem kiművelője a népnek, hanem, ha feladatát jól fogja fel, csakis sáfárja a nép tulajdonában lévő művelődés tőkének.
Az oktatási folyamat herbarti elméleténél – szerinte – a „fokok” (az oktatás folyamatának elmélete) hibája a logikai és pszichológiai szempontok keveredése és a folyamat merev, formális értelmezése. A világosság–társítás–alkalmazás pszichológiai szemléletű (képzetek mozgása) sematikus, lépéseivel szemben –, amiket Herbart szerint minden oktatási folyamatban érvényesíteni kell – didaktikai elméletében ő minden tudományág struktúrájának külön-külön megfelelő, objektív didaktikai normákat állított fel. Az oktatás menetének a tárgytól és a helyzettől függő különbözőségét vallotta.
Elmélete – a maga korában – elsősorban az átfogó és biztos tárgykezeléssel hatott, a II. világháború után a tantervelméletében a tartalmi szempontok erőteljes kiemelése irányította rá a szakemberek figyelmét.

## Műveiből
- Die Odyssee im erziehenden Unterricht (1868)
- Pädagogische Vorträge über die Hebung der geistigen Tätigkeit durch den Unterricht (1869)
- Der elementare Geschichtsunterricht (1872)
- Pädagogische Seminare an den Universitäten (1872)
- Johann Friedrich Herbarts Pädagogische Schriften. Mit Einleitungen, Anmerkungen und Registern sowie reichem bisher ungedruckten Material aus Herbarts Nachlass
- Kant, Immanuel: Über Pädagogik (1875)
- Didaktik als Bildungslehre. Nach ihren Beziehungen zur sozialforschung und zur Geschichte der Bildung 2 Bde. (1882; 1889)
- Die sozialen Aufgaben der höheren Schulen (1891)
- Geschichte des Idealismus 3 Bde. (1895–1897)
- Theodor Waitz' Allgemeine Pädagogik und kleinere pädagogische Schriften. Mit einer Einleitung über Waitz' praktische Philosophie (1898)
- Erhebung der Pädagogik als Wissenschaft – in: Pötsch, Joseph: Pädagogische Vorträge und Abhandlungen aus dem Gebiete des katholischen Erziehungs- und Unterrichtswesens (1898)
- Vigilate, den christlichen Lehrern gewidmet (1900)
- Die Volksschule und die soziale Frage (1900)
- Christliches Volkstum als Grundlage der Jugendbildung (1900)
- Aus Hörsaal und Schulstube (1904)
- Die Fundamentalbegriffe der Erziehungswissenschaft. – in: Jahrbuch des Vereins für christliche Erziehungswissenschaft (1908)
- Aristoteles als Pädagoge und Denker (1909)
- Der Lehrstand im Dienste des christlichen Volkes (1910)
- Was ich bei Ziller fand (1919)

## Művei magyarul
- Didaktika: A műveltség, művelődés és oktatás elmélete I–II. – ford. Schütz József – Katholikus Középiskolai Tanáregyesület, Budapest, 1917, 1935. – I. kötet: A művelődésügy történeti típusai – Budapest, 1917, 364 p. – II. kötet: A művelődés céljai, a műveltség tartalma, a művelő munka, a művelődésügy – Budapest, 1935, 478 p. (A magyar fordítás a mű 4. kiadása alapján történt.)
- A középkori műveltség és művelődés – in: Didaktika: a műveltség, művelődés és oktatás elmélete 1. József – Katholikus Középiskolai Tanáregyesület, Budapest, 1917